# Kostel Nejsvětější Trojice (Jenišovice)
Původně raně gotický kostel Nejsvětější Trojice z první poloviny 14. století se nalézá v centru obce Jenišovice v okrese Chrudim. Areál kostela je spolu se zvonicí a ohradní zdí bývalého hřbitova chráněn od roku 1958 jako kulturní památka.

## Historie
První písemná zmínka o obci Jenišovice pochází z roku 1088. Fara je poprvé zmiňována k roku 1349, kostel v polovině 14. století.
Původně raně gotický kostel z přelomu první a druhé čtvrti 14. století vyhořel po roce 1585. Kostelní loď byla zaklenuta v 17. století valenou klenbou s lunetami. Při přestavbě v letech 1893–1895 byla klenba nahrazena plochým stropem. Předsíň pochází z roku 1852. Z původního raně gotického kostela se dochovala žebrová klenba v presbytáři a gotický západní portál.
Kostel je filiálním kostelem Římskokatolické farnosti Luže.

## Popis
Jednolodní kostel Nejsvětější Trojice je postaven na tvarově složitém půdorysu. Kostel tvoří krátká obdélná kostelní loď osvětlená okny se segmentovými záklenky, ze severu dvěma, z jihu jedním. Na severní straně kostelní lodi jsou šikmé opěráky.
Protáhlý odsazený pětiboký presbytář s jednou odstupňovanými vnějšími opěráky osvětluje trojice vysokých gotických hrotitých oken v hlubokých, rozevřených špaletách. Presbytář je zaklenut jedním polem křížové žebrové klenby s šestipaprsčitým závěrem, žebra hruškového profilu se sbíhají v hladkých svornících.
Loď i presbytář mají vysoké oddělené valbové střechy, doplněné nad presbytářem štíhlou sanktusníkovou věžičkou. 
Před západním průčelím kostela stojí dvoupatrová hranolová věž přístupná profilovaným hrotitým portálem. Hranolová kostelní věž, jen o málo převyšující kostelní loď, je završena jehlancovou střechou s námětky dole. Věž je členěna pouze ústupkem v patře a osvětlena úzkými štěrbinovými okénky. 
Na podélných stranách presbytáře jsou přistavěny dvě přízemní hranolové přístavby, sloužící jako sakristie a tzv. Mravínská kaple. Mravínská kaple a sakristie po stranách presbytáře jsou obdélné a valeně zaklenuté. Další novodobá přístavba zděné předsíně s vysokou pultovou střechou se nalézá před jižním vstupem do kostela. 
Přímo k hranolové věži přiléhá masívní hmota hranolové zvonice se zděným přízemím a bedněným zvonovým patrem, krytá sedlovou šindelovou střechou s drobným sanktusníkem. Ve zvonici jsou dva zvony starší od Jakuba Konváře z Chrudimi z roku 1585 a o něco mladší z roku 1600 od Donáta Schroottera mladšího. Poslední zvon neznámého stáří byl po poškození přelitý roku 1807, v roce 1850 byl nahrazen novým zvonem, který byl zrekvírován pro válečné účely. 
Hladce omítané fasády kostelní lodi i přístavků člení omítaný sokl a ukončuje profilovaná římsa.
Kostel je obklopen bývalým hřbitovem s ohradní zdí. Před vchodem na hřbitov stojí empírový kamenný kříž, postavený roku 1808. Část vnitřního zařízení kostela pochází z přelomu 19. a 20. století.

## Galerie

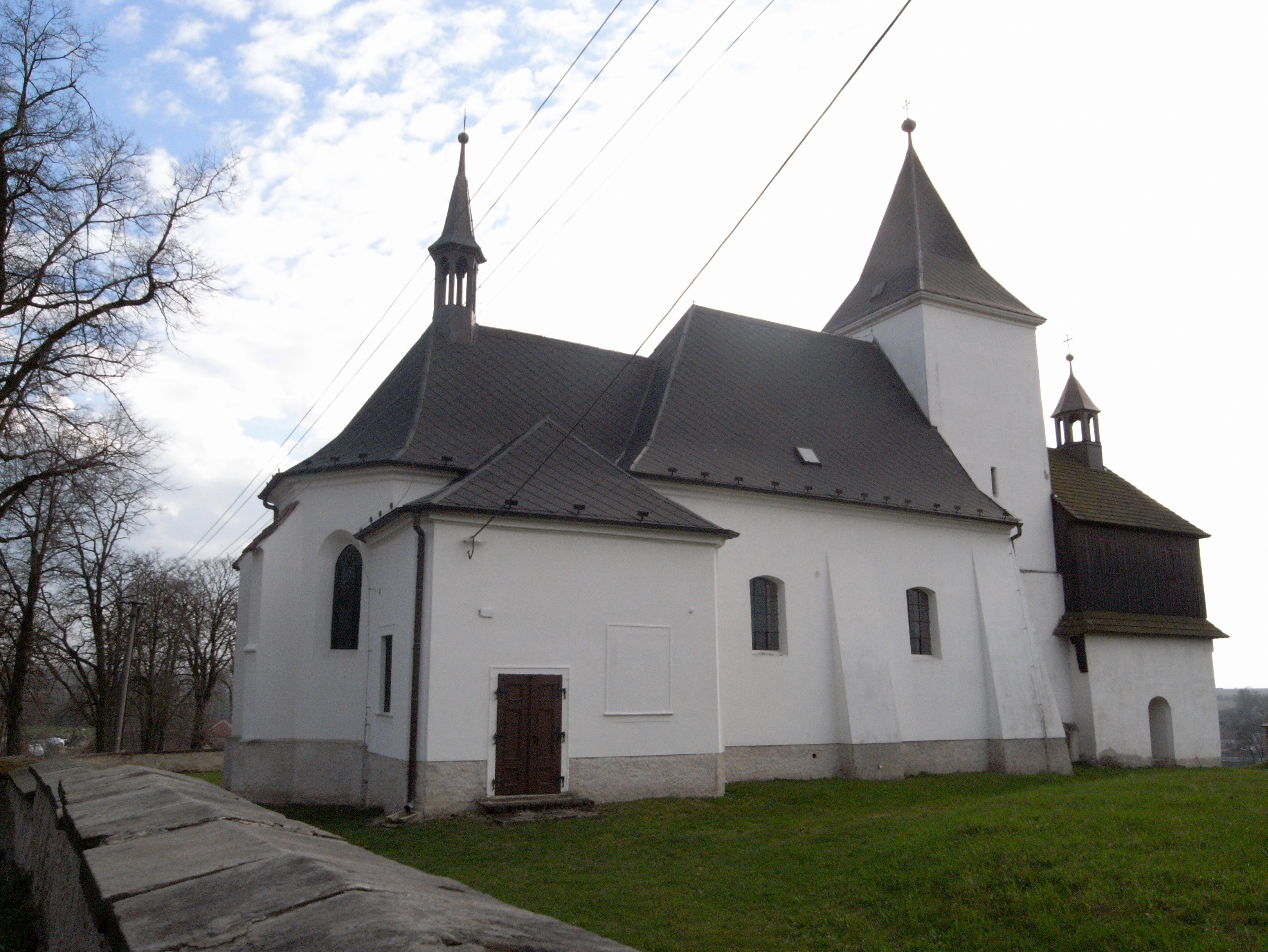
Kostel Nejsvětější Trojice
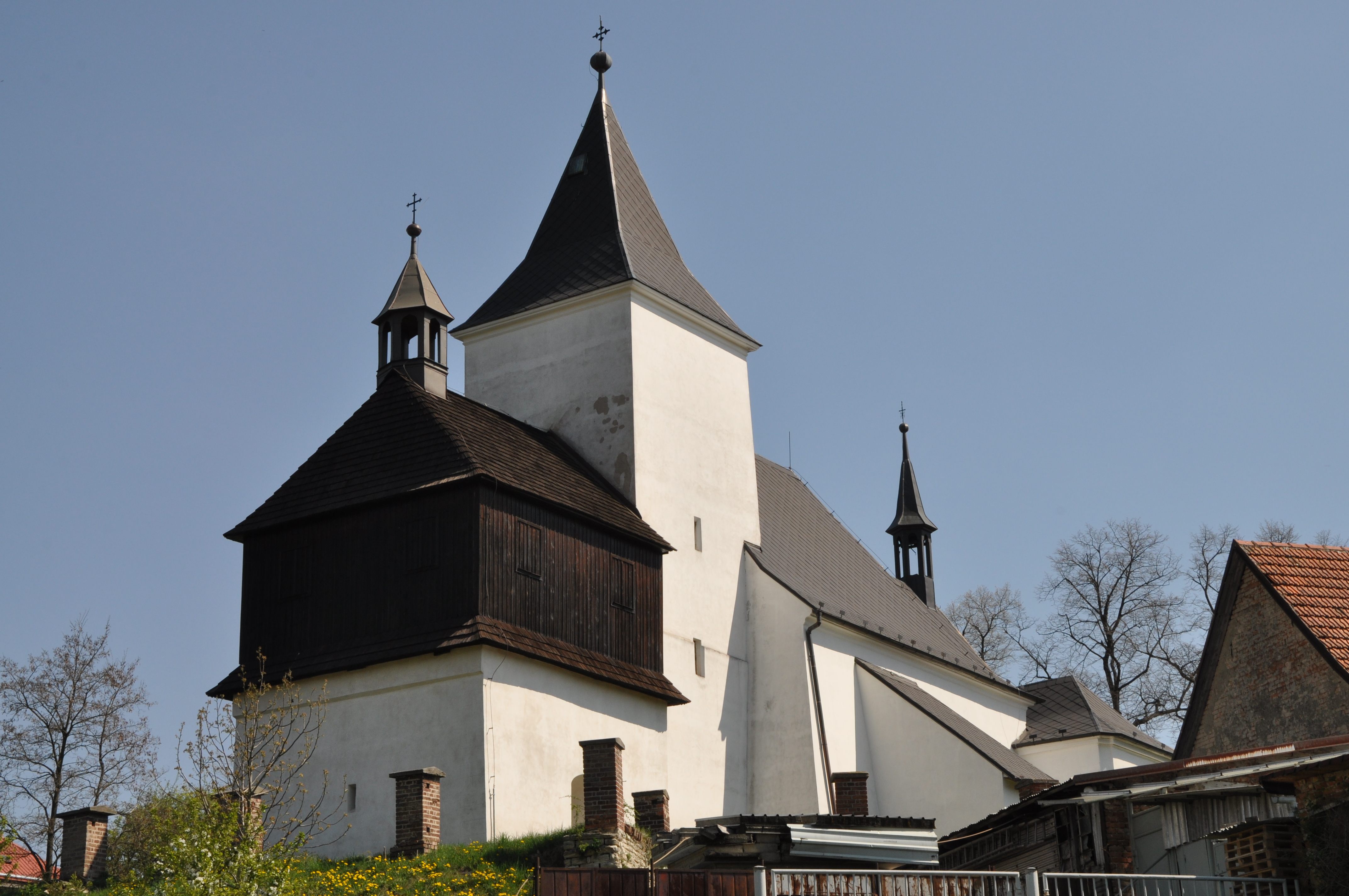
Kostel Nejsvětější Trojice v Jenišovicích
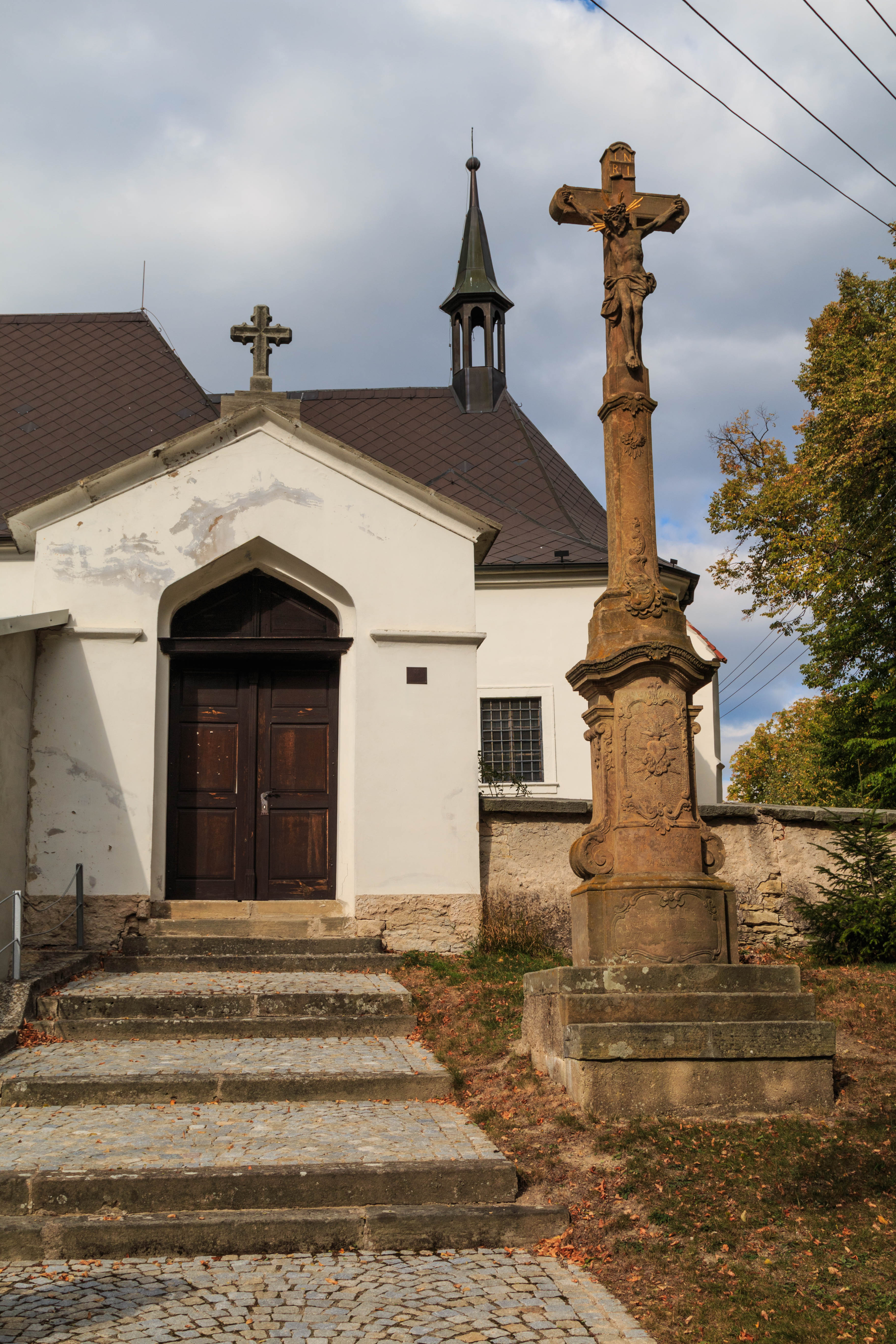
Krucifix před kostelem
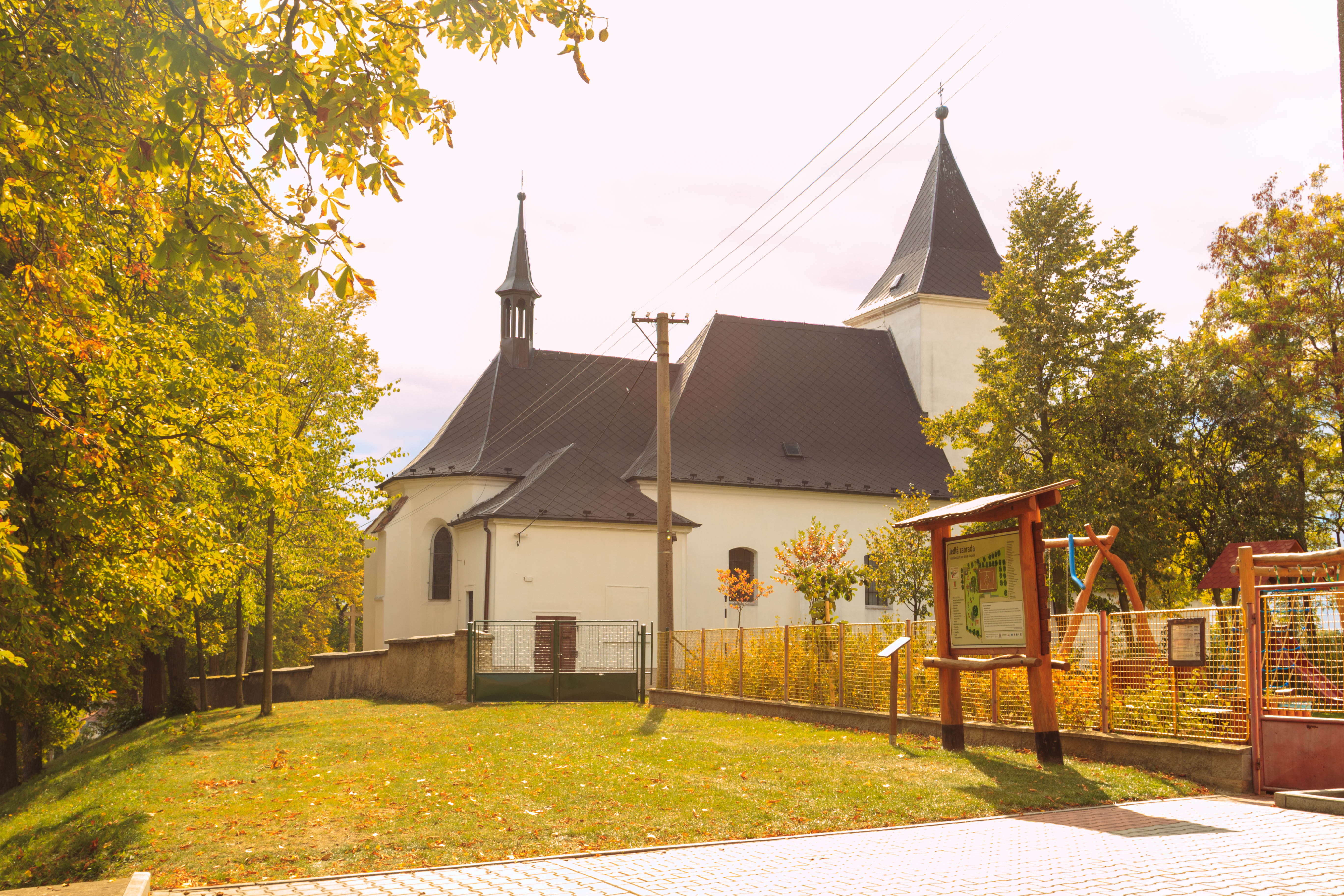
Kostel Nejsvětější Trojice v Jenišovicích